# 南錫爾弗萊克 (明尼蘇達州)
南錫爾弗萊克（英語：South Silver Lake）是位於美國明尼蘇達州麥克萊德縣里奇瓦利鎮區的一個非建制地區。

## 地理
南錫爾弗萊克所處的海拔為高於海平面323米（即1060英呎），而該地所採用的時區為UTC-6，即北美中部時區（CST）。同時該地設有夏令時間，為UTC-6調快一小時，即UTC-5（CDT）。